# 中華民國警察儀隊

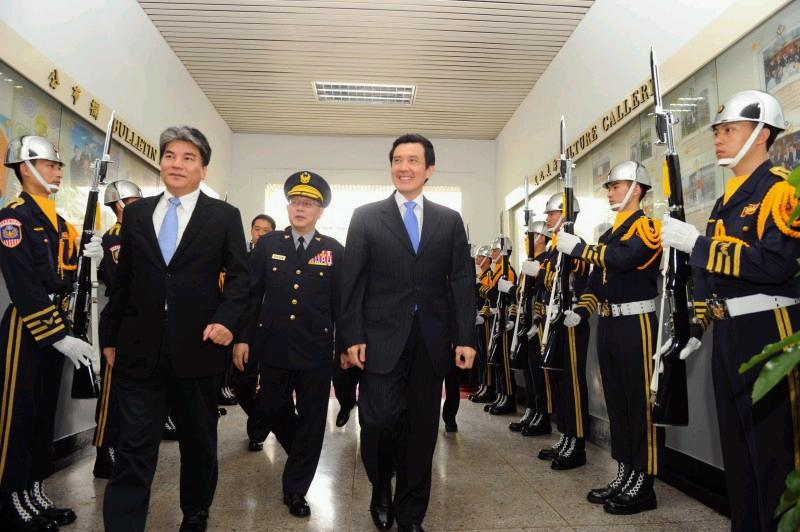
時任中華民國總統馬英九與中華民國內政部部長李鴻源出席「101年第34屆警察節慶祝大會」，校閱中華民國警察儀隊

中華民國警察儀隊（英語：Republic of China Police Honor Guard）是中華民國負責禮儀勤務的警察儀隊，隸屬內政部警政署保安警察第一總隊，主要勤務包括慶典時參加校閱、迎送長官及外賓、喪禮時為靈柩覆蓋旗幟 等警政禮儀勤務。

## 服制
警察儀隊與樂隊是警政特殊作業人員，依據《警察服制條例》第六條的相關規定，訂定《警察機關學校行政學員生實務訓練特殊作業及專業警察人員服式標識規定》及《警察機關學校行政人員學員生儀樂隊特殊作業人員與警察人員之雨衣雨鞋及執行特種勤務服式標識規定》。
警察儀隊人員服式及標識如下：
- 頭戴電鍍盔帽。
- 上衣穿著藏青色長袖翻領式外套，袖口繡4條金黃色袖線，每條寬1.5公分、距離2公分。左右肩各用一條肩帶，肩帶邊緣繡一道寬1.5公分的金線。正面對襟，綴四枚金色梅花形中鈕扣，兩襟內側加縫一條拉鍊，上襟左右兩邊各做一個外貼式口袋，並用袋蓋；下襟與警察便服相同，紮於褲內，肩帶與袋蓋均綴一枚金色梅花形小鈕釦。另加繡有警徽的棗紅色三角胸巾。
- 下裝穿著藏青色長褲，式樣與警察制服褲同；並於左右褲管外側加鑲兩條3公分寬黃色褲線。
- 佩戴金黃色粗線編織飾緒，長短適度，帶頭兩端置一具金色套環扣，中綴梅花紋。
- 領章、胸章、手套及襪，均與警察制服相同。
- 左臂繡佩警察臂章於左肩頭接縫下2公分處；右臂繡佩中華民國警察儀隊等字，於右肩頭接縫下2公分處。
- 腳穿黑色長統皮鞋，繫白色鞋帶。

警察樂隊人員服式及標識如下：
- 頭戴藏青色大盤帽。帽簷繡金色嘉禾穗，並加圍一道金線，帽絆金黃色。
- 上衣穿著藏青色制服，式样與警察常服相同。左右肩各用一條金色肩帶。袖口加四條金黃色袖線，每條寬1.5公分、距離1公分，並於中央加繡金色警鴿。淡紫色襯衣。
- 下裝穿著藏青色長褲，式樣與警察常服下裝相同；並於左右褲管外側加鑲一條1.5公分寬金黃色褲線。
- 飾緒、領章及襪，與警察儀隊相同。
- 左臂繡佩警察臂章於左肩頭接縫下2公分處；右臂繡佩中華民國警察樂隊等字，其屬機關學校者則應繡機關學校名稱，於右肩頭接縫下2公分處。
- 右胸佩帶警察胸章於右上口袋蓋上邊中央，非警察人員者不必佩帶；左胸佩帶警察樂隊標識於左上口袋上邊中央，長9公分、寬3.5公分。
- 鞋穿黑色長統拉鏈式皮鞋。

## 其他

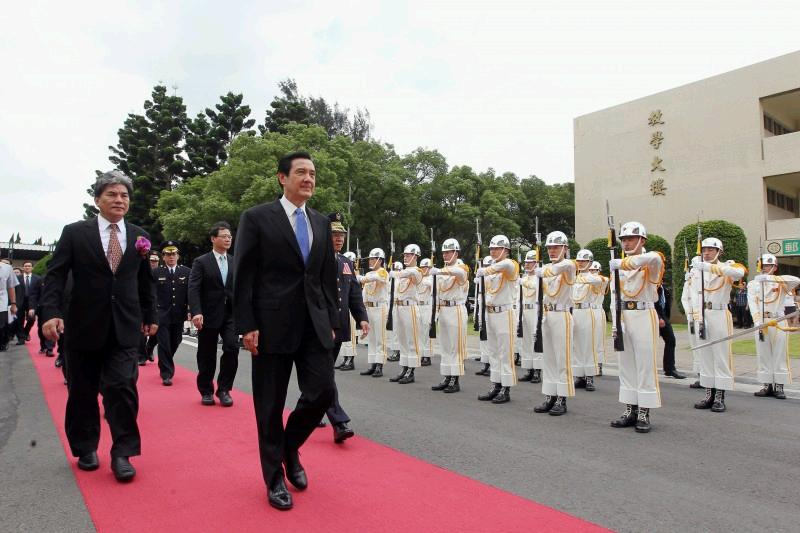
中央警察大學儀隊迎接時任總統馬英九、內政部部長李鴻源出席中央警察大學101年度畢業典禮

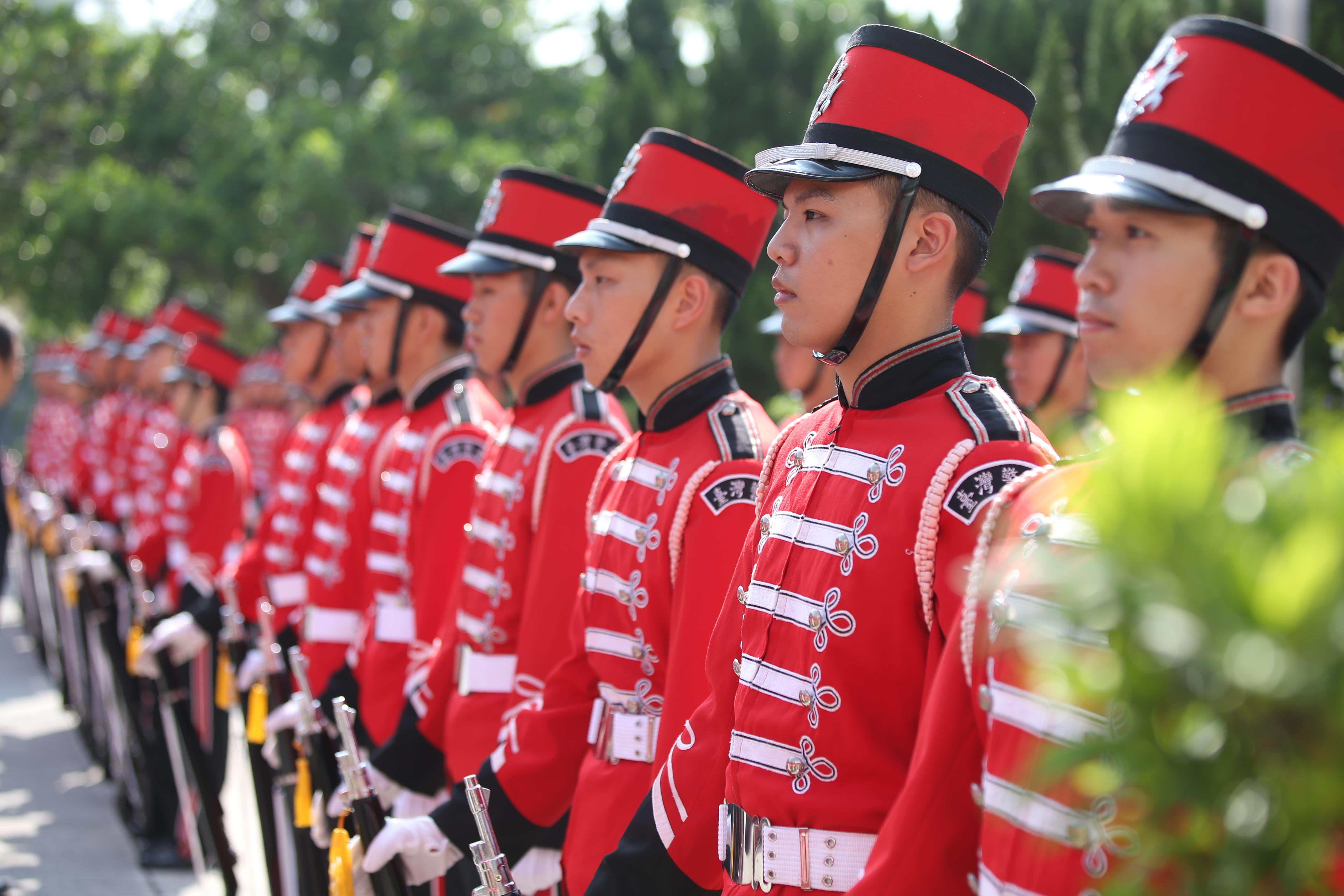
2016年臺灣警察專科學校慶祝71週年校慶大會，儀隊列隊準備接受校閱

### 警察樂隊
警察樂隊於1985年成立，隸屬保安警察第一總隊第三中隊，成立初期以演奏為主、勤務為輔。警察樂隊主要負責警政署的各項慶典、祭典、節令晚會及全省巡迴表演，並擔任機動保安警力，支援各縣市警察局的勤務。
1990年代，警察樂隊擴編成立警察大樂隊，成員計有160員。但在上級強制移撥及政策實施下，人員已經逐漸外移，至2009年6月僅剩30餘名成員。

### 警大樂儀隊
中央警察大學有屬於自己的儀隊及樂隊，隸屬學生總隊，負責在典禮場合時擔任迎送長官等禮儀勤務，穿著白色制服。

### 警專儀隊
臺灣警察專科學校同樣有屬於自己的儀隊，穿著燦紅色制服。

## 另見
- 內政部警政署
- 中華民國特種警察
- 中華民國保安警察
- 中華民國三軍儀隊
- 中華民國學生儀隊

## 外部連結
- 维基共享资源上的相關多媒體資源：中華民國警察儀隊
- 警察制服式樣及應佩帶標識規定
- 警察機關學校行政學員生實務訓練特殊作業及專業警察人員服式標識規定
- 警察機關學校行政人員學員生儀樂隊特殊作業人員與警察人員之雨衣雨鞋及執行特種勤務服式標識規定